# Paul Hippolyte Alexandre Baume
Pour les articles homonymes, voir Baume.
Paul Hippolyte Alexandre Baume, né le 15 janvier 1762 à Digne (Basses-Alpes), mort le 23 juillet 1842 à Metz (Moselle), est un militaire français de la Révolution et de l’Empire.

## Biographie
Il entre en service le 3 août 1793, comme capitaine au 5e bataillon de volontaires des Basses-Alpes, et il fait les campagnes de l’an II et de l’an V aux armées des Alpes et d’Italie. 
Le 23 novembre 1796, il est incorporé dans la 22e demi-brigade d’infanterie légère, avec laquelle il participe à la campagne d'Égypte de l’an VI à l’an IX. Sa conduite distinguée pendant cette campagne, ne tarde pas à le faire remarquer par les généraux Bonaparte et Kléber, qui l’emploient souvent dans des reconnaissances périlleuses. Il se signale particulièrement le 19 avril 1800, au siège du Caire, où il reçoit un coup de feu à la tête, et le 6 mai 1800, il est nommé chef de bataillon.
De retour en France, il prend le commandement du 10e bataillon de grenadiers de la réserve le 14 décembre 1803, et le 23 janvier 1804, il reçoit son brevet de major au 13e régiment d’infanterie légère. Il est fait chevalier de la Légion d’honneur le 25 mars 1804.
En 1805 et 1806, il fait les campagnes d’Autriche et de Prusse, au sein de la Grande Armée, et en 1808, il est employé au camp de Blankenberge sur l’Escaut. Le 4 août 1809, il prend le commandement d’une colonne de garde nationale, destinée à faire partie de l’armée dite de l’Escaut, et à la tête de laquelle, il fait les guerres de 1809 et 1810.
Le 31 mars 1812, il est promu colonel au régiment de Belle-Isle, devenue 36e léger, et avec ce dernier, il fait les campagnes de 1812 à 1814 en Russie, en Allemagne et en France. Il a la jambe fracturé le 23 avril 1813, par suite d’une chute de cheval lors d’une reconnaissance d’avant-poste.
Lors de la première restauration, il est nommé colonel commandant le 9e régiment d’infanterie légère à la réorganisation de 1814, et il est fait chevalier de Saint-Louis le 27 septembre 1814 par le roi Louis XVIII.
Maintenu à son poste pendant les Cent-Jours, il fait partie de la brigade du général Hulot, qu’il remplace le 15 juin 1815, après le départ de ce dernier pour succéder au général Ghaisne à la tête de la 14e division d’infanterie. Il est licencié avec son régiment le 19 septembre 1815, et mis à la retraite.
Il meurt le 23 juillet 1842 à Metz.

### Sources et bibliographie
- A. Lievyns, Jean Maurice Verdot, Pierre Bégat, Fastes de la Légion-d'honneur, biographie de tous les décorés accompagnée de l'histoire législative et réglementaire de l'ordre, Tome 4, Bureau de l’administration, 1844, 640 p. (lire en ligne), p. 287.
- « Cote LH/145/57 », base Léonore, ministère français de la Culture
- Danielle Quintin et Bernard Quintin, Dictionnaires des colonels de Napoléon, S.P.M., 2013, 978 p. (ISBN 978-2-296-53887-0, lire en ligne), p. 81